# Dendropsophus aperomeus
Espèce
Synonymes
- Hyla aperomea Duellman, 1982

Statut de conservation UICN

 LC  : Préoccupation mineure
Dendropsophus aperomeus est une espèce d'amphibiens de la famille des Hylidae.

## Répartition
Cette espèce est endémique du Pérou. Elle se rencontre entre 1 330 et 1 850 m d'altitude sur le versant Ouest de la cordillère Centrale dans les régions d'Amazonas, de Huánuco et de San Martin,.

## Publication originale
- Duellman, 1982 : A new species of small yellow Hyla from Peru (Anura: Hylidae). Amphibia-Reptilia, vol. 3, p. 153-160.